# ЗАЗ-1102 «Таврия-Нова»

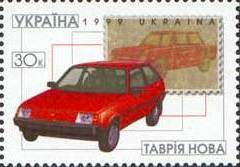
Почтовая марка Украины

ЗАЗ-1102 «Та́врия Но́ва» — украинский переднеприводной субкомпактный автомобиль с кузовом типа хетчбэк, является модернизированной версией модели ЗАЗ-1102 «Таврия». Данный автомобиль выпускался на Запорожском автомобилестроительном заводе с 1998 по 1 января 2007 года.
В рамках модернизации украинско-корейского предприятия «АвтоЗАЗ-Дэу» в конструкцию ЗАЗ-1102 «Таврия» было внесено около трёхсот изменений, что значительно улучшило технико-эксплуатационные показатели автомобиля. Была устранена масса обнаруженных в процессе эксплуатации недостатков. Модернизации были подвергнуты практически все агрегаты и узлы модели. Итогом данного усовершенствования  стало начало серийного производства двух базовых модификаций автомобилей:
- «Таврия» переходного периода;
- «Таврия Нова».

«Таврия Нова» выпускалась в следующих модификациях:
- ЗАЗ-110206-32 — «Стандарт» упрощенной комплектации с карбюраторным двигателем объёмом 1100 см³.
- ЗАЗ-110206-35 — «Стандарт» полная комплектация с карбюраторным двигателем объёмом 1100 см³.
- ЗАЗ-110216-35 — «Люкс» с карбюраторным двигателем объёмом 1100 см³.
- ЗАЗ-110216-40 — «Люкс» с двигателем объёмом 1100 см³ и системой впрыска топлива «Сименс».
- ЗАЗ-110207 — «Стандарт» с карбюраторным двигателем объёмом 1200 см³.
- ЗАЗ-110217 — «Люкс» с карбюраторным двигателем объёмом 1200 см³.
- ЗАЗ-110218 — «Люкс» с карбюраторным двигателем объёмом 1300 см³.
- ЗАЗ-110218-40 — «Люкс» с инжекторным двигателем объёмом 1300 см³.